# 静岡南郵便局
静岡南郵便局（しずおかみなみゆうびんきょく）は静岡県静岡市駿河区にある郵便局。民営化前の分類では集配普通郵便局であった。

## 概要
住所：〒422-8799 静岡県静岡市駿河区有明町2番10号

## 沿革
- 1974年（昭和49年）7月8日 - 静岡南郵便局として、静岡市有明町に開局[1]。
- 1998年（平成10年）9月1日 - 外国通貨の両替および旅行小切手の売買に関する業務取扱を開始。
- 2007年（平成19年）10月1日 - 民営化に伴い、併設された郵便事業静岡南支店に一部業務を移管。
- 2012年（平成24年）10月1日 - 日本郵便株式会社発足に伴い、郵便事業静岡南支店を静岡南郵便局に統合。
- 2017年（平成29年）
  - 2月6日 - ゆうゆう窓口の24時間営業を廃止。
  - 3月6日 - 郵便番号上2桁が42の地域区分業務を静岡郵便局へ移管。
  - 9月19日 - 静岡西郵便局の集配機能を統合。これにより駿河区全域を管轄することになった。

## 取扱内容
- 郵便、印紙、ゆうパック、内容証明
- 貯金、為替、振替、振込、国際送金、外貨両替、国債、投資信託
- 生命保険、バイク自賠責保険、自動車保険、変額年金保険
- 静岡市駿河区全域（〒421-01xx、〒422-80xx（地域）、422-85xx、422-86xx、422-87xx （大口事業所））の集配業務
- ゆうゆう窓口
- ゆうちょ銀行ATM

## 周辺
- 静岡県静岡総合庁舎
- 静岡市駿河区役所
- 登呂遺跡
- ツインメッセ静岡
- 静岡市立豊田中学校

## アクセス
- しずてつジャストライン20・22・70・90県立病院高松線「南郵便局ツインメッセ前」停留所下車すぐ。（東海道新幹線・JR東海道線静岡駅から20・22登呂コープタウン行バスで約10分。）
- 東名高速道路 静岡ICから北東へ約2.5km
- 駐車場あり：28台